# افامیا
آپامیا (به عربی: أفامیا) یک شهر باستانی در سوریه است که در شهرستان سقیلبیه واقع شده است.
آپامیا (Apamea) در ساحل راست رود عاصی، یک شهر باستانی یونانی و رومی بود. این شهر پایتخت اپامنه در دوران مقدونی‌ها بود و در دوران روم باستان به عنوان پایتخت و اسقف‌نشین کلان‌شهری استان استان سوریهٔ روم شناخته می‌شد و در دوران جنگ‌های صلیبی نیز اهمیت داشت.
از میان بقایای چشمگیر این شهر، رواق بزرگ که حدود ۲ کیلومتر (۱٫۲ مایل) طول داشت و یکی از بلندترین ستون‌بندی‌های امپراتوری روم بود و تئاتر رومی، که با ظرفیت بیش از ۲۰٬۰۰۰ نفر یکی از بزرگ‌ترین تئاترهای باقی‌مانده امپراتوری روم به‌شمار می‌رفت، قابل توجه هستند.
این مکان در فاصله حدود ۵۵ کیلومتر (۳۴ مایل) شمال غرب حماة، سوریه، و مشرف به دشت غاب قرار دارد.

## تاریخ

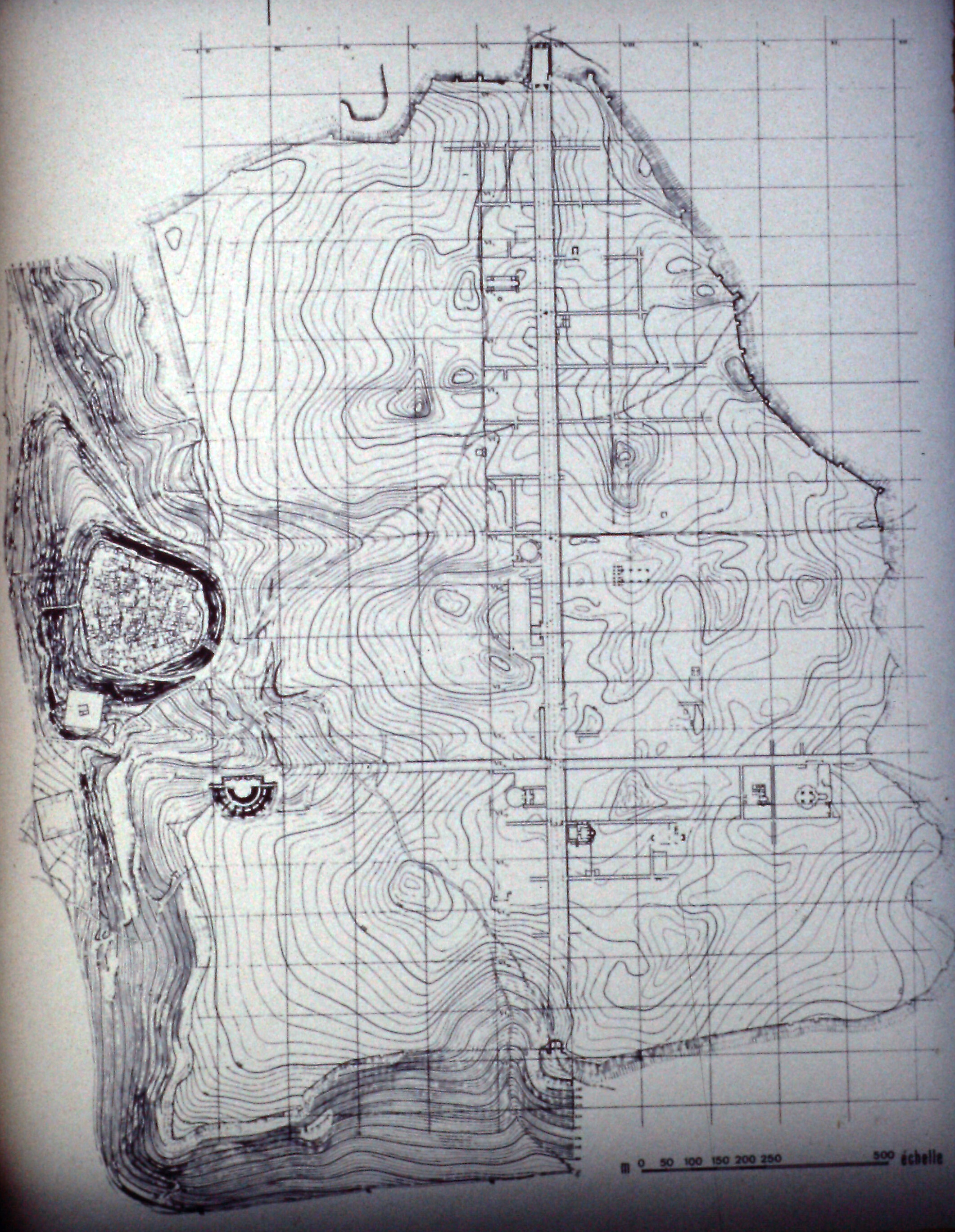
نقشه ناهمواری‌های آپامیا

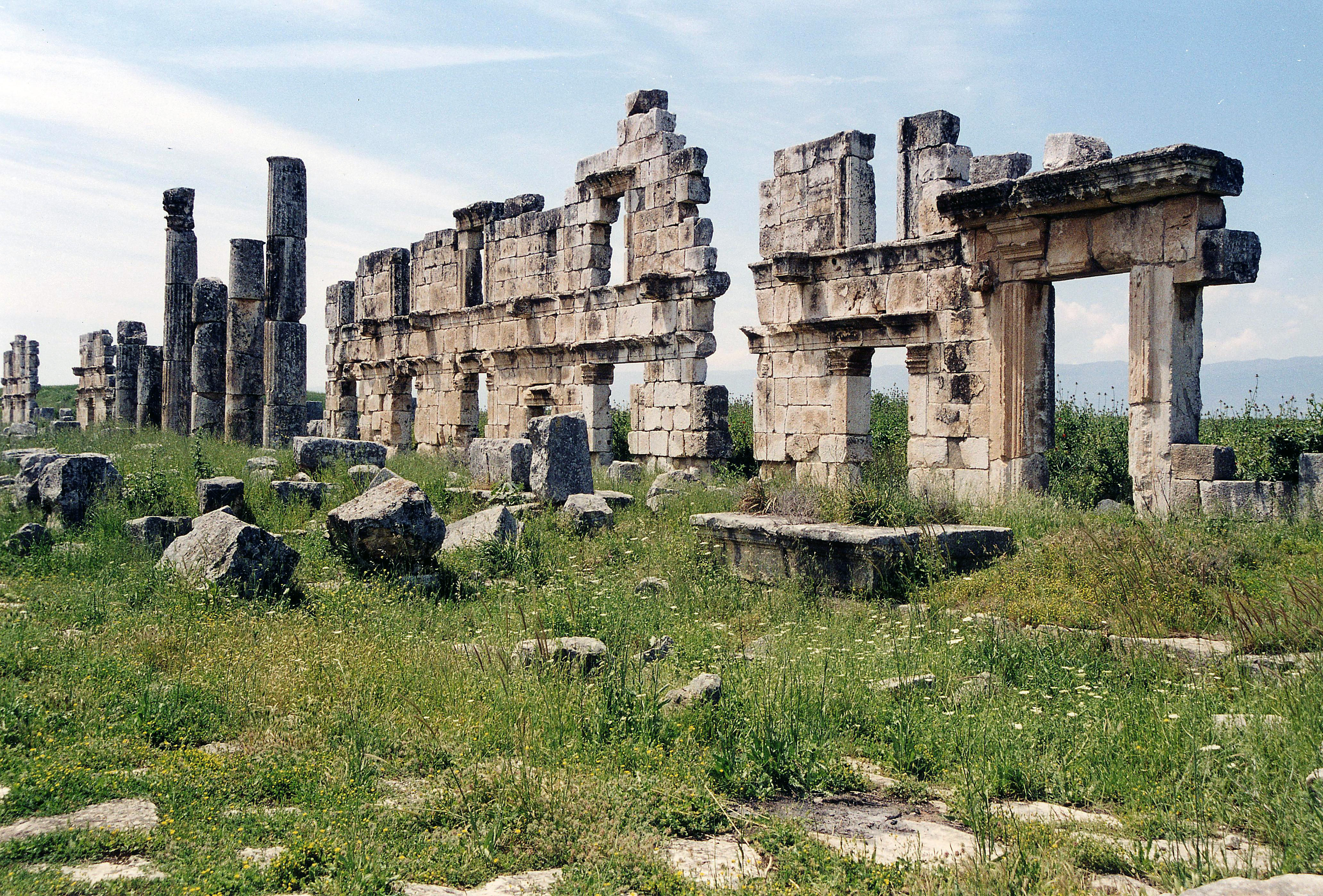
خانه‌ها و مغازه‌ها در امتداد خیابان ستون‌بندی‌شده، آپامیا، سال ۲۰۰۲

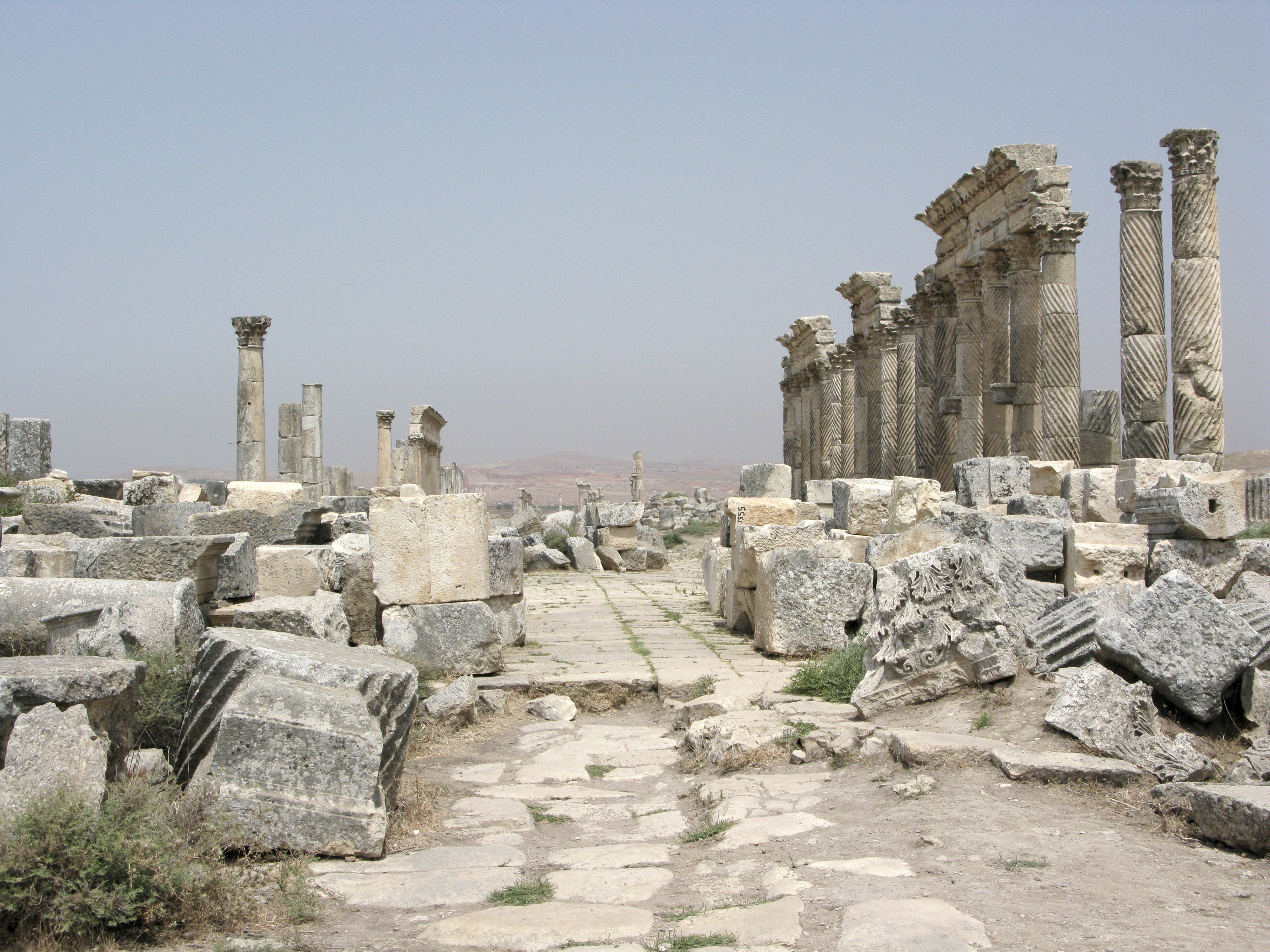
راهگذر رواق آپامیا

### دوران هلنیستی
پس از فتح منطقه توسط اسکندر مقدونی و جنگ‌های بعدی میان ژنرال‌های او، و براساس تفسیر جدیدی از یک منبع تاریخی و تصویری تازه برای تاریخ هلنیستی، موزاییکی که در سال ۲۰۱۱ در آپامیا کشف شد، و توسط اولشفسکی و سعد پیشنهاد شده است، بنای پِلا، اردوگاه نظامی مقدونی (katoikia) در پاییز ۳۲۰ قبل از میلاد و پس از پیمان تریپارادیسوس (۳۲۰ ق. م) به ابتکار آنتیپاتر و با الهام از کاساندر تأسیس شد. براساس این تفسیر، نویسندگان با فرضیه‌های پیشین که بنیاد پِلا را به اسکندر بزرگ یا آنتیگونوس یکم نسبت می‌دهند، مخالف هستند.
از حدود ۳۰۰ قبل از میلاد، پِلا به وضعیت جدیدی به عنوان پولیس (شهر) رسید و توسط سلوکوس یکم که آن را به نام همسر بلخی خود، اَپامه، دختر فرمانده سغدی اسپیتامن نام‌گذاری کرد، مستحکم و تأسیس شد. این مکان در حلقه‌ای از رود عاصی که با دریاچه و مرداب‌ها احاطه شده بود، به شکلی شبه‌جزیره‌ای قرار داشت و از این‌رو به نام دیگر «چرونیسوس» نیز شناخته می‌شد. آپامیا در یک نقطه راهبردی برای بازرگانی به سوی خاور واقع شده و یکی از چهار شهر چهارضلعی سوریه بود. سلوکوس همچنین آن را به پایگاه نظامی با ۵۰۰ فیل و یک مرکز پرورش اسب با ۳۰٬۰۰۰ مادیان و ۳۰۰ اسب نر تبدیل کرد.
پس از ۱۴۲ قبل از میلاد، مدعی تروفون آپامیا را به پایگاه عملیات خود تبدیل کرد.
کوئینتوس آئمیلیوس سکوندوس در سال ۶ میلادی سرشماری جمعیت شهر و قلمروی آن را انجام داد که به «۱۱۷٬۰۰۰ هم‌وطن انسانی» اشاره داشت – رقمی که بسته به روش‌های مورد استفاده به جمعیت کل ۱۳۰٬۰۰۰ یا ۵۰۰٬۰۰۰ نفر تفسیر شده است.

### اواخر دوره روم و دوران بیزانس
از سال ۲۱۸ تا ۲۳۴ میلادی، لژیون لژیون دوم پاتریک در آپامیا (افامیا) مستقر بود، زمانی که این لژیون حمایت از مدعی تاج‌وتخت، ماکرینوس، را کنار گذاشت و به امپراتور هلیوگابال پیوست که سپس در نبرد انطاکیه ماکرینوس را شکست داد.
ترگم یونسای کاذب در سفر اعداد (xxxiv. 11) نام آپامیا (אפמיאה) را برای شهر شفام آورده است، همان‌طور که در ترگم‌های اورشلیم و نئوفیتی آمده است. از آنجا که آپامیا عملاً جزو سرزمین‌های فلسطین ربانی محسوب می‌شد، نوبرانی که توسط آریستون از این شهر آورده شد، برای قربانی در اورشلیم پذیرفته می‌شد.
در اوایل قرن پنجم، آپامیا پس از جدا شدن از «سوریهٔ یک» به‌عنوان پایتخت استانی استان سوریه منصوب شد.
این شهر در سدهٔ ششم توسط خسرو انوشیروان ویران شد. در جریان جنگ شاهنشاهی ساسانی و امپراتوری بیزانس (۶۰۲–۶۲۸), شهر در سال ۶۱۳ به دست شهربراز افتاد و تا نزدیک به پایان جنگ در اختیار ساسانیان بود.

### دوره اسلامی
پس از فتح شام به‌دست مسلمانان، آپامیا به‌صورت جزئی بازسازی شد و در عربی به نام‌های افامیا یا فامیا شناخته شد. این شهر همراه با السقیلبیه به‌دست خلفای راشدین پس از نبرد یرموک فتح شد. آپامیا سپس به‌عنوان پایگاه نظارتی برای هشدار در برابر حملات دشمن استفاده شد.
این شهر توسط قبایل عرب بحرای و بنو عضره اسکان یافت، اما تنها در دوران حکومت حمدانیان در حلب اهمیت دوباره پیدا کرد. بین سال‌های ۱۰۹۵ تا ۱۱۰۶ تحت حاکمیت خلف بن ملاعب بود و پس از قتل او به دست حشاشین به تصرف تانکرد، شاهزاده جلیل درآمد. این شهر در سال ۱۱۵۲ توسط زلزله ویران شد.

## بقایای باستانی

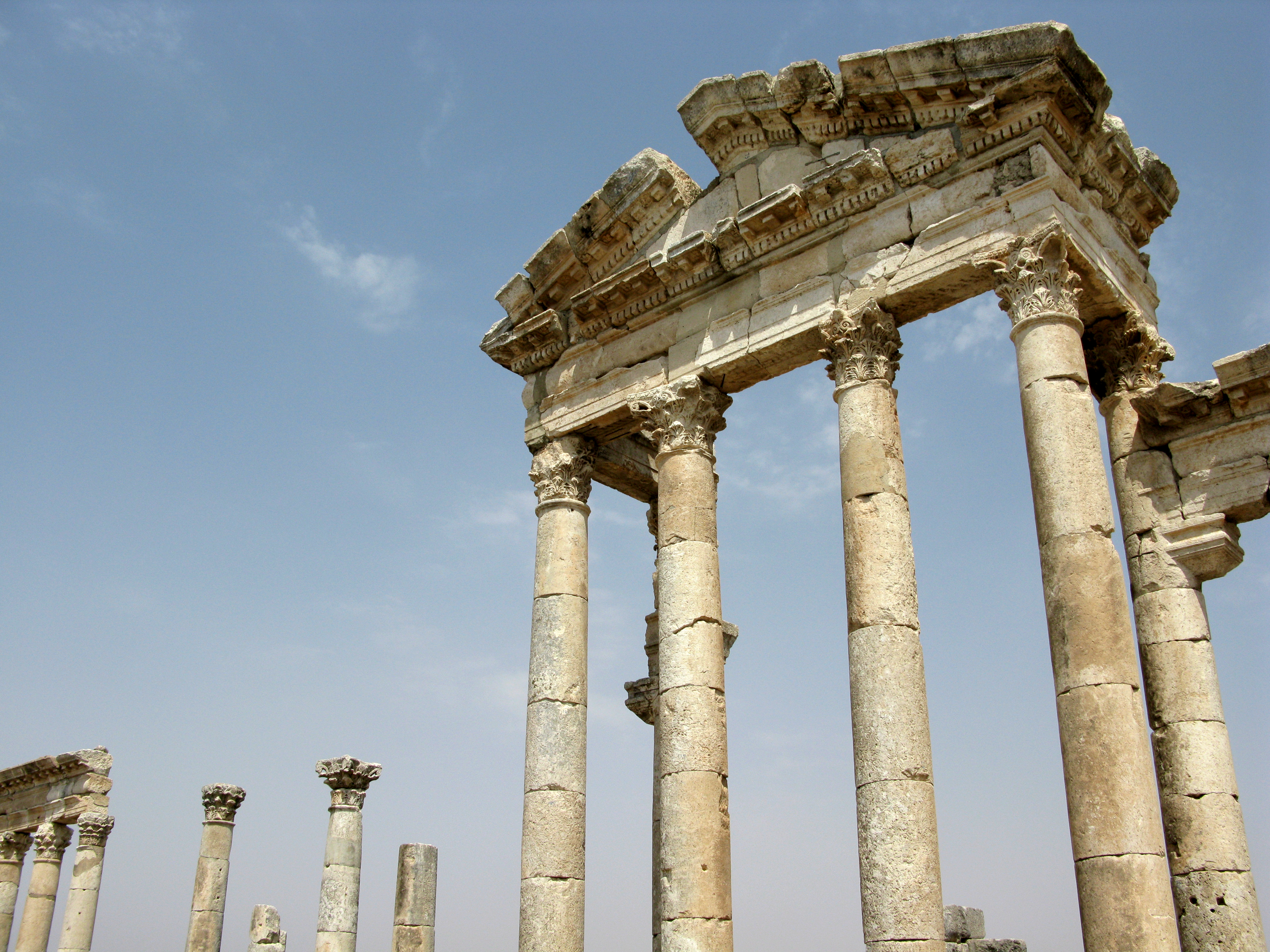
نمایی از ایوان ستون‌دار.

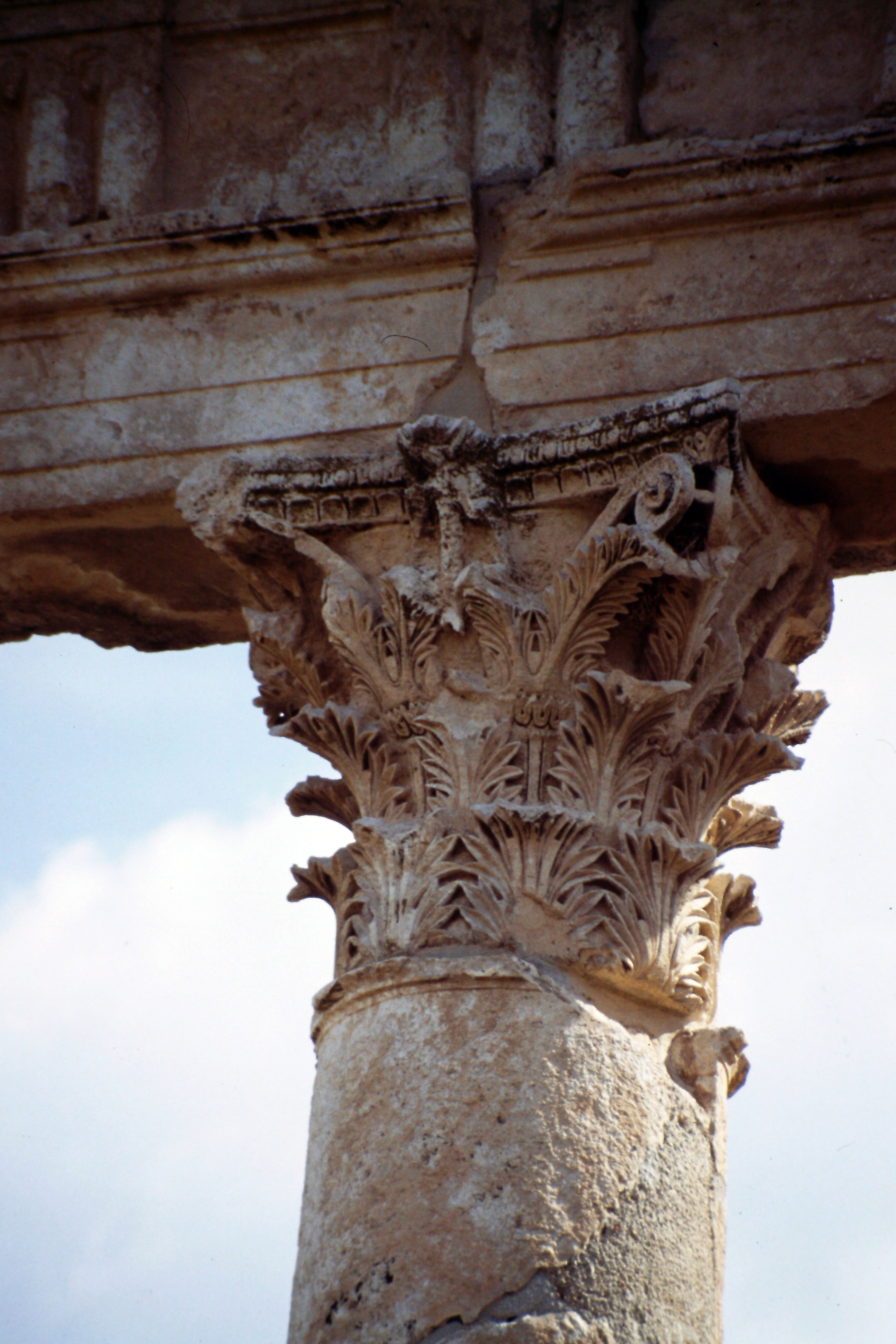
نمونه‌ای از بقایای تزئینی.

بسیاری از بقایای آکروپولیس باستانی همچنان پابرجاست که احتمالاً شامل معابد بسیار تزئینی است که سوزومن از آنها سخن می‌گوید. این بقایا اکنون در دیوارهای قدیمی قلعه‌ای به نام قلعه المضیق قرار دارند؛ مابقی شهر باستانی در دشت قرار دارد.

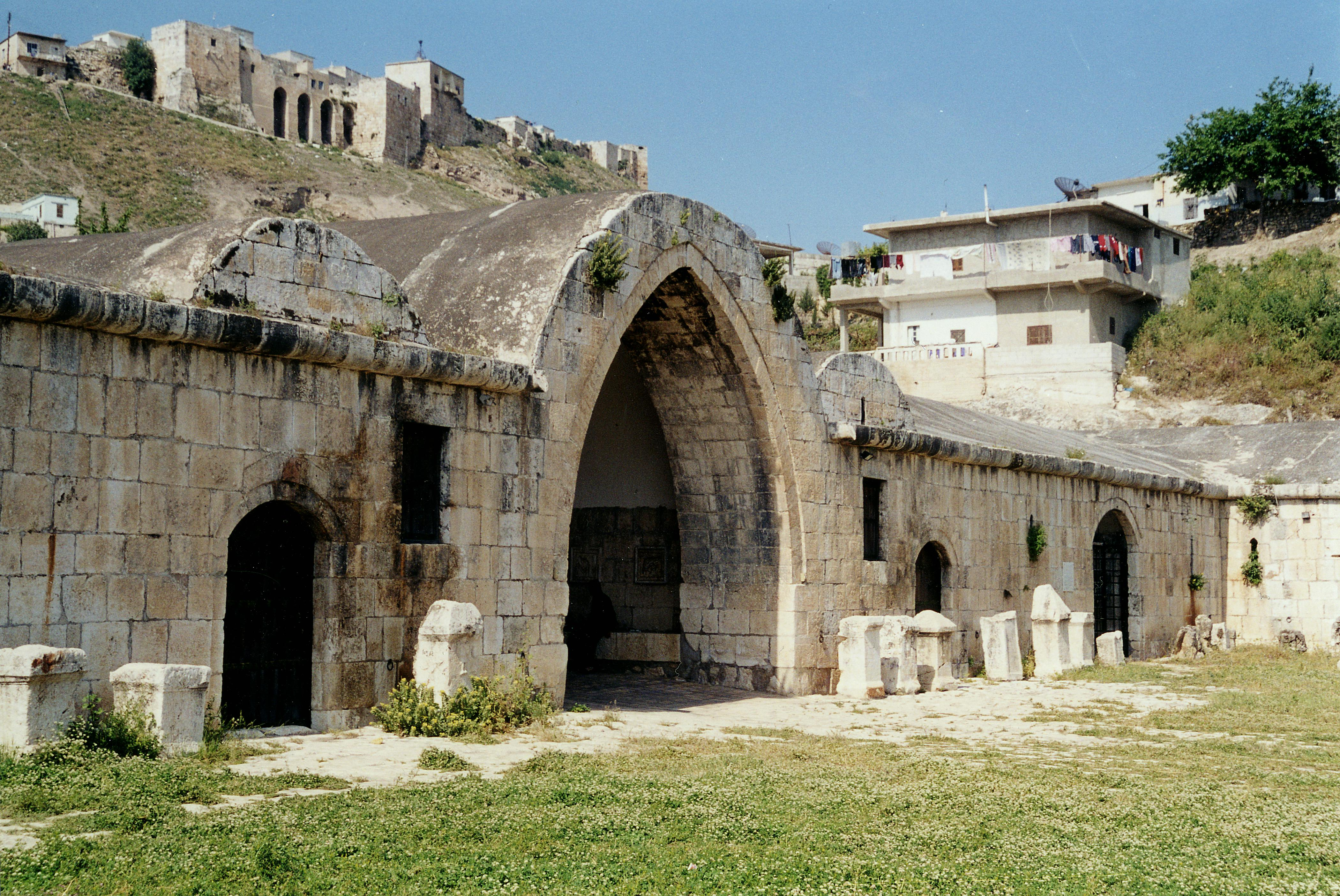
موزه، نمایی از حیاط، آپامیا در سال ۲۰۰۲

مهم‌ترین مجموعه اشیاء از این مکان، شامل آثار معماری و هنری برجسته، اکنون در موزه سنکوانتنر در بروکسل نگهداری می‌شود.
در نتیجه جنگ داخلی سوریه، شهر باستانی آسیب دیده و به دست جویندگان گنج غارت شده است. در آوریل ۲۰۱۷، Al-Masdar News تصاویر ماهواره‌ای منتشر کرد که نشان می‌داد این مکان با صدها گودال کنده شده توسط جویندگان گنج پوشیده شده است.

## = رواق بزرگ

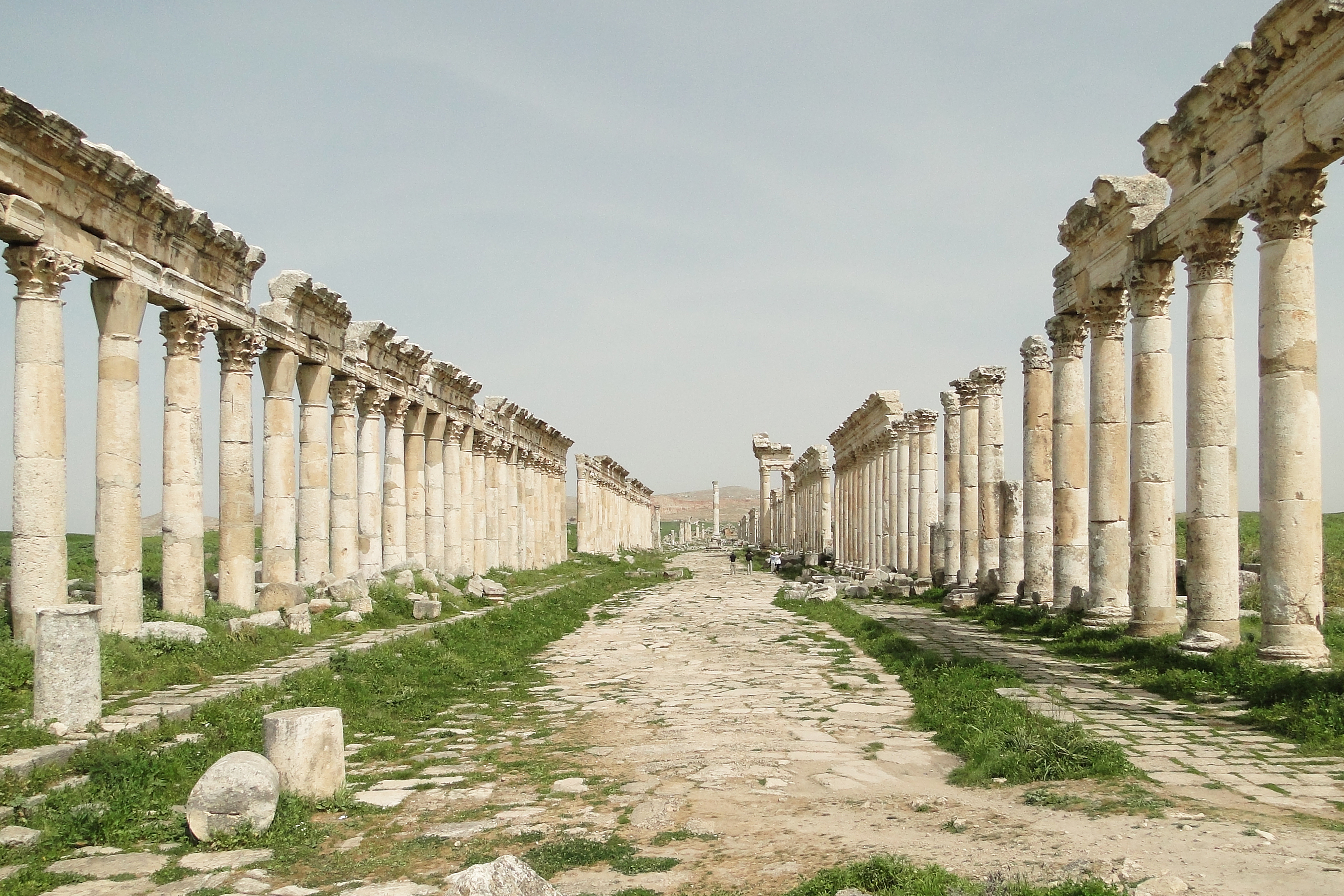
رواق بزرگ آپامیا

رواق بزرگ در امتداد خیابان اصلی آپامیا قرار داشت و تقریباً به طول ۲ کیلومتر (۱٫۲ مایل) امتداد داشت، که آن را به یکی از طولانی‌ترین ستون‌بندی‌ها در امپراتوری روم تبدیل می‌کرد. این ستون‌بندی پس از آنکه نسخه اصلی‌اش که مربوط به دوران امپراتوری سلوکی بود، همراه با سایر بخش‌های آپامیا در زمین‌لرزه ۱۱۵ میلادی در انطاکیه تخریب شد، بازسازی گردید. بازسازی بلافاصله آغاز شد و طی قرن دوم میلادی شهر به‌طور کامل بازسازی شد، از جمله ستون‌بندی بزرگ.
ستون‌بندی در امتداد محور شمال-جنوب قرار داشت و بخشی از «کاردو ماکسیموس» شهر بود. این رواق از دروازه شمالی شهر آغاز شده و به‌صورت خطی و بدون وقفه تا دروازه جنوبی امتداد داشت. یک ستون نیایشی بزرگ در یک‌سوم شمالی ستون‌بندی، روبروی حمام‌ها قرار داشت. ستون‌بندی از مرکز شهر عبور می‌کرد و ساختمان‌های مهمی از جمله حمام‌ها، آگورا، معبد توخه، نیمفئوم، روتوندا، کلیسای آتریوم و باسیلیکای شهر در اطراف آن قرار داشتند.
در دو طرف خیابان، رواقی به عرض ۶٫۱۵ متر (۲۰٫۲ فوت) در طول کامل خیابان کشیده شده بود. ارتفاع ستون‌ها ۹ متر (۳۰ فوت) و قطر آنها ۰٫۹ متر (۲ فوت ۱۱ اینچ) بود. ستون‌ها بر روی پایه‌های مربعی به ابعاد ۱٫۲۴ متر در هر ضلع و ارتفاع ۰٫۴۷ متر قرار داشتند. ستون‌ها دارای دو طراحی اصلی بودند: ساده و شکاف‌دار مارپیچی. باستان‌شناس ژان لاسوس بر این باور است که طراحی ساده به دوره تراژان و طراحی مارپیچی به دوره آنتونینوس پیوس بازمی‌گردد. رواق‌های ستون‌بندی با موزائیک‌های گسترده‌ای در طول کامل خیابان فرش شده بود.
در دوران امپراتوری بیزانس و تحت حکومت امپراتور ژوستینین یکم، بخش‌هایی از ستون‌بندی بازسازی شد. خیابان به عرض ۱۲ متر کاهش یافت و پیاده‌روهایی در دو طرف آن اضافه شد. در برخی قسمت‌ها، سنگفرش رومی خیابان با سنگ‌های مربعی از جنس سنگ آهک جایگزین شد. این بازسازی شامل احداث یک رواق یادبود با چهار ستون ۹ متری همراه با سرستون‌های یک متری بود.

### تئاتر رومی

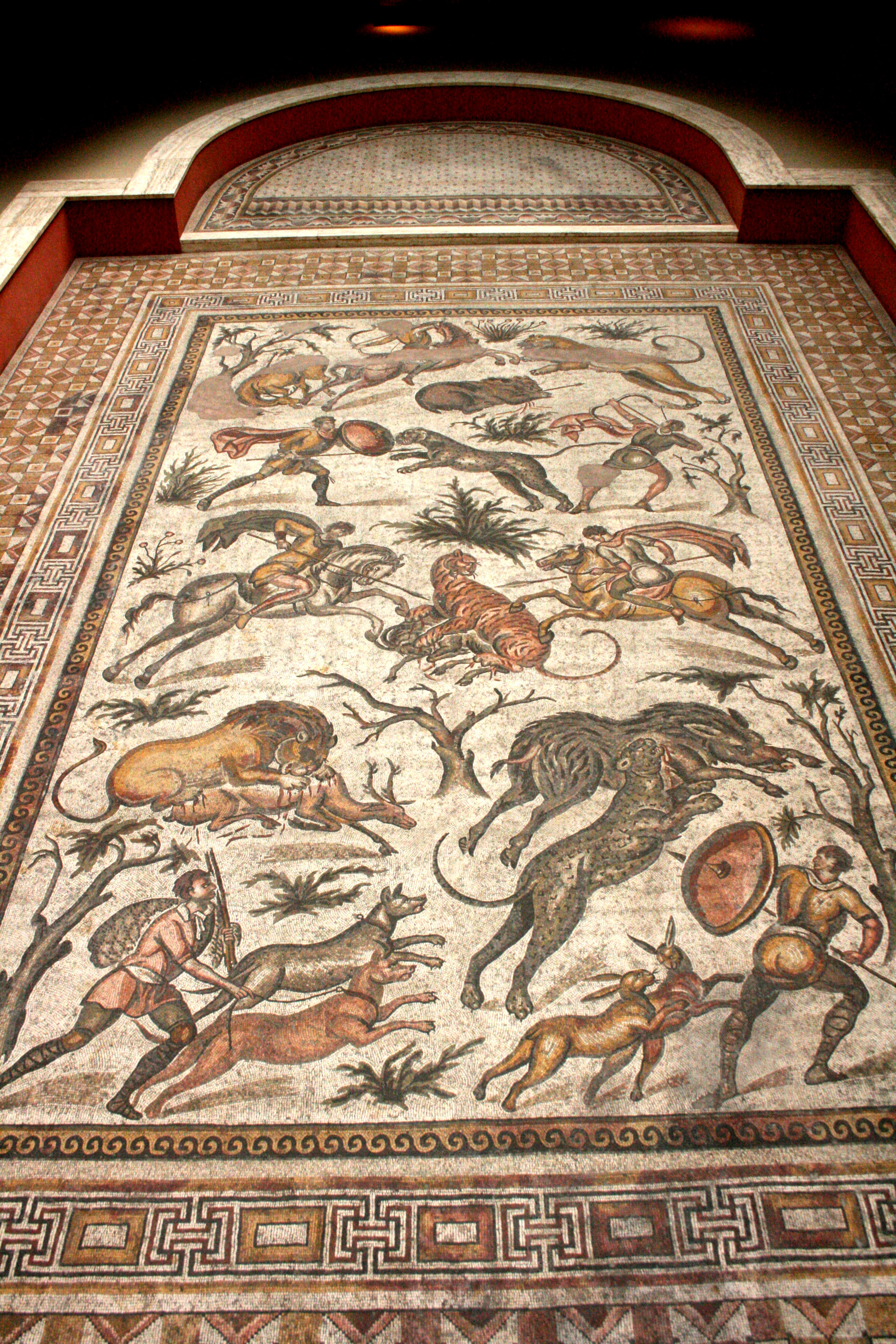
موزائیک شکار بزرگ از اقامتگاه فرماندار، ۴۱۴–۴۲۰ میلادی

تئاتر آپامیا در ابتدا به سبک دوران هلنیستی در اوایل دوران امپراتوری سلوکی ساخته شد. در دوران استان سوریه، این تئاتر گسترش یافت و طراحی ورودی‌ها و صحنه اصلی آن به سبک معمول رومی بازسازی شد. این سازه در زمین‌لرزه ۱۱۵ میلادی در انطاکیه آسیب جدی دید و بلافاصله پس از آن تحت حمایت تراژان و هادریان بازسازی شد. تئاتر در نیمه اول قرن سوم میلادی دوباره گسترش یافت.
در دوره امپراتوری بیزانس، حوزه آبریز تئاتر بازسازی شد و یک قنات از وسط صحنه پایینی عبور داده شد. در اواخر دوره بیزانس، تئاتر دیگر به‌عنوان مرکزی برای اجرای نمایش‌ها استفاده نمی‌شد، اما تئاتر و قنات آن به‌عنوان منبع آبی مهم در دوره‌های بیزانس و اسلامی باقی ماندند.
این تئاتر بر روی تپه‌ای مشرف به دره رود عاصی ساخته شده است.
این تئاتر، به همراه تئاتر افسوس، یکی از بزرگ‌ترین تئاترهای باقی‌مانده از امپراتوری روم است و ظرفیت بیش از ۲۰٬۰۰۰ نفر را داشته است. تنها تئاتری که به‌طور قابل‌توجهی بزرگ‌تر بوده، تئاتر پومپی در رم بوده است. بخش زیادی از ساختار تئاتر به دلیل فروپاشی‌های معماری و بهره‌برداری‌های گسترده در دوران‌های بعدی تخریب شده و تنها یک‌هشتم این سایت تاکنون نمایان شده است.
یکی از ویژگی‌های اصلی تئاتر، حوزه آب و شبکه لوله‌کشی رومی پیچیده آن است. سیستم تراکوتا که به‌تازگی حفاری شده است، در امتداد ورودی زمینی شرقی قرار دارد و به‌خوبی حفظ شده است.

### موزائیک بزرگ شکار
این موزائیک که اکنون در موزه سینکانتنیر بروکسل نگهداری می‌شود، در سال ۱۹۳۵ در اتاق پذیرایی مکانی که احتمالاً کاخ فرماندار رومی استان سوریه (استان روم) بوده است، کشف شد. مساحت آن ۱۲۰ متر مربع است.
این موزائیک بزرگ که به سال‌های ۴۱۵–۴۲۰ میلادی بازمی‌گردد، از برجسته‌ترین نمونه‌های این نوع ترکیب‌بندی به‌شمار می‌آید. از نظر فنی و موضوعی، با موزائیک‌های موجود در کاخ فهرست امپراتوران بیزانس در قسطنطنیه، که مربوط به همان دوره هستند، قابل مقایسه است.
کتیبه‌ای در ورودی این مکان نوشته شده: «در زیباترین آپلیون، تریکلینیوم در ماه گورپایوس، دوره سوم، سال ۸۵۱ بازسازی شد» (سپتامبر ۵۳۹ میلادی).

### اسقفی
مسیحیت در قرن اول میلادی به این منطقه وارد شد. اسقف‌های آن عبارتند از:
- مارسلوس آپامیا (فعال در ۳۷۵ میلادی)
- الکساندر آپامیا (فعال در ۴۳۱ میلادی)
- آلفیوس آپامیا، دستیار در شورای نئوسزاریا
- جولیان آپامیا، قدیس و مخالف مونتانیسم (قرن سوم میلادی)
- دومنوس (فعال در شورای خلقیدون)
- اپیفانیوس (۴۵۱/۴۵۷–پس از ۴۷۱)[۳۳]
- اسحاق (مقدس پیش از ۵۱۲، درگذشته حدود ۵۱۳/۵۱۴)[۳۴]
- استفان (۵۱۲–۵۱۶ میلادی)[۳۴]
- کُزماس (۵۱۲–۵۱۶ میلادی)[۳۴]
- پیتر آپامیا، مونوفیزیت[۳۵] (۵۱۵/۵۱۶–۵۱۸/۵۱۹ میلادی)

امروزه چندین فرقه مسیحی سلسله مراتب اسمی برای این شهر حفظ کرده‌اند که شامل موارد زیر است:
- اسقف‌نشین کاتولیک لاتین اسمی متروپولیتن
- اسقف‌نشین کاتولیک ملکی متروپولیتن اسمی
- اسقف‌نشین کاتولیک سریانی متروپولیتن اسمی
- اسقف‌نشین کاتولیک مارونی اسمی

### افراد برجسته
- المقتنا – (فرماندار اسماعیلیه قرن یازدهم و یکی از بنیان‌گذاران دروز، برجسته‌ترین نماینده دعوت الهی و نویسنده چندین رساله حکمت)[۳۶][۳۷]
- مارینوس – (فرماندار پرایتوری)
- آرخیگنس – (پزشک)
- تروفون – (مقام رسمی در دوران شاه الکساندر بالاس)
- آریستارخوس تسالونیکی – (اسقف، یکی از هفتاد حواری)
- اواگریوس اسکولاستیکوس – (تاریخ‌نگار قرن ششم)
- یامبلیخوس – (فیلسوف فلسفه نوافلاطونی)
- سوپاتر – (سوفیست و فیلسوف نوافلاطونی)
- الکساندر آپامیا – (اسقف قرن پنجم)
- الکیبیادس آپامیا
- یونیاس – (اسقف قرن اول)
- نومنیوس آپامیا – (فیلسوف قرن دوم)
- پولی‌کرونیوس – (اسقف و برادر تئودور موپسوئستیا)
- پوسیدونیوس – (فیلسوف و نویسنده یونانی، قرن دوم–اول پیش از میلاد)
- یونس – (برده قیام‌کننده و خودخوانده شاه انا)
- شاعر شبه‌اوپین
- سکستوس واریوس مارسلوس – (سواره‌نظام قرن سوم و فرماندار نومیدیا)
- تئودورت – (اسقف قرن پنجم)